# مات سيمونز (مغن مؤلف)
مات سيمونز (بالإنجليزية: Matt Simons)‏ هو مغن مؤلف أمريكي، ولد في 20 فبراير 1987 في بالو ألتو في الولايات المتحدة.

## وصلات خارجية
- الموقع الرسمي
- مات سيمونز على موقع IMDb (الإنجليزية)
- مات سيمونز على موقع ميوزك برينز (الإنجليزية)
- مات سيمونز على موقع أول ميوزيك (الإنجليزية)
- مات سيمونز على موقع ديسكوغز (الإنجليزية)